# Berry-au-Bac
Berry-au-Bac és un municipi francès situat al departament de l'Aisne i a la regió dels Alts de França. L'any 2007 tenia 548 habitants.

## Demografia

### Població
El 2007 la població de fet de Berry-au-Bac era de 548 persones. Hi havia 195 famílies de les quals 47 eren unipersonals (17 homes vivint sols i 30 dones vivint soles), 51 parelles sense fills, 72 parelles amb fills i 25 famílies monoparentals amb fills.
La població ha evolucionat segons el següent gràfic:
Habitants censats

### Habitatges
El 2007 hi havia 225 habitatges, 203 eren l'habitatge principal de la família, 6 eren segones residències i 16 estaven desocupats. 205 eren cases i 19 eren apartaments. Dels 203 habitatges principals, 150 estaven ocupats pels seus propietaris, 46 estaven llogats i ocupats pels llogaters i 6 estaven cedits a títol gratuït; 8 tenien dues cambres, 27 en tenien tres, 53 en tenien quatre i 114 en tenien cinc o més. 186 habitatges disposaven pel capbaix d'una plaça de pàrquing. A 81 habitatges hi havia un automòbil i a 99 n'hi havia dos o més.

### Piràmide de població
La piràmide de població per edats i sexe el 2009 era:
| Homes | Edats   | Dones |
| ----- | ------- | ----- |
| 0     | 95 o +  | 0     |
| 0     | 90 a 94 | 0     |
| 0     | 85 a 89 | 0     |
| 8     | 80 a 84 | 4     |
| 4     | 75 a 79 | 8     |
| 12    | 70 a 74 | 24    |
| 4     | 65 a 69 | 16    |
| 12    | 60 a 64 | 8     |
| 8     | 55 a 59 | 12    |
| 24    | 50 a 54 | 16    |
| 20    | 45 a 49 | 20    |
| 28    | 40 a 44 | 20    |
| 24    | 35 a 39 | 16    |
| 24    | 30 a 34 | 32    |
| 12    | 25 a 29 | 12    |
| 20    | 20 a 24 | 8     |
| 44    | 15 a 19 | 24    |
| 20    | 10 a 14 | 32    |
| 24    | 5 a 9   | 20    |
| 16    | 0 a 4   | 20    |

## Economia
El 2007 la població en edat de treballar era de 354 persones, 255 eren actives i 99 eren inactives. De les 255 persones actives 208 estaven ocupades (115 homes i 93 dones) i 47 estaven aturades (31 homes i 16 dones). De les 99 persones inactives 27 estaven jubilades, 27 estaven estudiant i 45 estaven classificades com a «altres inactius».

### Ingressos
El 2009 a Berry-au-Bac hi havia 214 unitats fiscals que integraven 530 persones, la mediana anual d'ingressos fiscals per persona era de 16.287 €.

### Activitats econòmiques
Dels 16 establiments que hi havia el 2007, 1 era d'una empresa extractiva, 1 d'una empresa alimentària, 1 d'una empresa de fabricació d'altres productes industrials, 2 d'empreses de construcció, 2 d'empreses de comerç i reparació d'automòbils, 1 d'una empresa de transport, 4 d'empreses d'hostatgeria i restauració, 1 d'una empresa immobiliària, 1 d'una empresa de serveis i 2 d'empreses classificades com a «altres activitats de serveis».
Dels 4 establiments de servei als particulars que hi havia el 2009, 1 era una fusteria, 1 perruqueria i 2 restaurants.
L'únic establiment comercial que hi havia el 2009 era una fleca.

## Equipaments sanitaris i escolars
El 2009 hi havia una escola elemental.

## Poblacions més properes
El següent diagrama mostra les poblacions més properes.